# Hongkong az 1968. évi nyári olimpiai játékokon
Hongkong a mexikói Mexikóvárosban megrendezett 1968. évi nyári olimpiai játékok egyik részt vevő nemzete volt. Az országot az olimpián 3 sportágban 11 sportoló képviselte, akik érmet nem szereztek.

## Sportlövészet
Nyílt
| Versenyző       | Versenyszám           | Pont | Helyezés |
| --------------- | --------------------- | ---- | -------- |
| Young Kwok Wai  | Gyorstüzelő pisztoly  | 517  | 56.      |
| Peter Rull, Sr. | Sportpuska, fekvő     | 582  | 71.      |
| José Lei        | Sportpuska, fekvő     | 580  | 77.      |
| José Lei        | Sportpuska, összetett | 1112 | 49.      |

## Úszás
Férfi
| Versenyző   | Versenyszám    | Előfutam | Előfutam | Előfutam | Elődöntő | Elődöntő | Elődöntő | Döntő   | Döntő    |
| Versenyző   | Versenyszám    | Idő      | Hely.    | Össz.    | Idő      | Hely.    | Össz.    | Idő     | Helyezés |
| ----------- | -------------- | -------- | -------- | -------- | -------- | -------- | -------- | ------- | -------- |
| Ronnie Wong | 100 m hát      | 1:11,3   | 7.       | 33.      | kiesett  | kiesett  | kiesett  | kiesett | kiesett  |
| Ronnie Wong | 200 m hát      | 2:38,6   | 5.       | 29.      |          |          |          | kiesett | kiesett  |
| Ronnie Wong | 100 m gyors    | 58,0     | 6.       | 46.      | kiesett  | kiesett  | kiesett  | kiesett | kiesett  |
| Ronnie Wong | 200 m gyors    | 2:15,0   | 7.       | 51.      |          |          |          | kiesett | kiesett  |
| Ronnie Wong | 400 m gyors    | 5:05,8   | 6.       | 35.      |          |          |          | kiesett | kiesett  |
| Ronnie Wong | 200 m vegyes   | 2:36,1   | 4.       | 38.      |          |          |          | kiesett | kiesett  |
| Andrew Loh  | 200 m vegyes   | 2:42,0   | 6.       | 44.      |          |          |          | kiesett | kiesett  |
| Andrew Loh  | 100 m gyors    | 1:00,7   | 6.       | 59.      | kiesett  | kiesett  | kiesett  | kiesett | kiesett  |
| Andrew Loh  | 200 m gyors    | 2:15,8   | 5.       | 52.      |          |          |          | kiesett | kiesett  |
| Andrew Loh  | 400 m gyors    | 5:03,6   | 7.       | 34.      |          |          |          | kiesett | kiesett  |
| Andrew Loh  | 100 m pillangó | 1:06,5   | 7.       | 44.*     | kiesett  | kiesett  | kiesett  | kiesett | kiesett  |
| Robert Loh  | 100 m pillangó | 1:06,5   | 7.       | 44.*     | kiesett  | kiesett  | kiesett  | kiesett | kiesett  |
| Robert Loh  | 100 m gyors    | 1:01,1   | 6.       | 61.      | kiesett  | kiesett  | kiesett  | kiesett | kiesett  |
| Robert Loh  | 200 m gyors    | 2:16,2   | 7.       | 54.      |          |          |          | kiesett | kiesett  |
| Robert Loh  | 400 m gyors    | 5:10,1   | 7.       | 37.      |          |          |          | kiesett | kiesett  |
| Robert Loh  | 200 m vegyes   | 2:39,3   | 7.       | 42.      |          |          |          | kiesett | kiesett  |

* - egy másik versenyzővel azonos időt ért el

## Vitorlázás
Nyílt
| Versenyző                              | Versenyszám     | Futam | Futam | Futam | Futam | Futam  | Futam  | Futam | Pontszám | Helyezés |
| Versenyző                              | Versenyszám     | 1     | 2     | 3     | 4     | 5      | 6      | 7     | Pontszám | Helyezés |
| -------------------------------------- | --------------- | ----- | ----- | ----- | ----- | ------ | ------ | ----- | -------- | -------- |
| Peter Gamble Neil Pryde                | Repülő hollandi | 17,0  | 19,0  | 21,0  | 14,0  | (27,0) | 22,0   | 15,0  | 108,0    | 14.      |
| Paul Cooper John Park William Turnbull | Sárkányhajó     | 26,0  | 18,0  | 26,0  | 21,0  | 19,0   | (28,0) | 25,0  | 135,0    | 19.      |